# چاله زرد
چاله زرد، از روستاهای بخش مرکزی شهرستان سرخس است و در جنوب غرب شهر سرخس قرار دارد. بر اساس سرشماری سال ۱۳۸۵ جمعیت آن ۱۹۴ خانوار و ۹۸۱نفر 
است.

## مردمشناسی
این روستا از بزرگ‌ترین روستاهای تابعه شهرستان سرخس است که دارای کشاورزی دیم می‌باشد.
مردم چاله زرد بیشتر بلوچ و تعدادی نیز از فارس‌ها و ترکمن‌های طایفه «تکه» در این روستا ساکن هستند.

## اقتصاد
شغل غالب مردم در این روستا، کشاورزی گندم و جو به صورت دیم و دامداری می‌باشد.